# Тоболин, Иван Осипович
Иван Осипович Тоболин (1885, Российская империя — 1941, СССР) — советский государственный деятель, председатель ЦИК Автономной Туркестанской СФР, председатель ЦК КП(б) Туркестана.

## Биография
Послужной список
| 4.1917            | член РСДРП(б)                                                                                       |
| 22.12.1917 - 1918 | председатель Ташкентского городского комитета партии                                                |
| 2.6 - 5.10.1918   | председатель ЦИК Автономной Туркестанской СФР                                                       |
| 6 - 9.1919        | председатель ЦК КП(б) Туркестана                                                                    |
| 1919 - 1920       | постоянный представитель Автономной Туркестанской СФР при Президиуме ВЦИК                           |
| 9.10.1920         | заведующий Гомельским губернским отделом юстиции, председатель Гомельского революционного трибунала |